# Romsilva
Regia Națională a Pădurilor Romsilva este o întreprindere de stat românească responsabilă cu protecția, conservarea și dezvoltarea pădurilor aflate în proprietatea publică a statului român, precum și de gestionarea fondurilor de vânătoare și pescuit. Romsilva se află sub autoritatea Ministerul Mediului, Apelor și Pădurilor și administrează 3,1 milioane de hectare de pădure.
Romsilva publică „Revista pădurilor”, cea mai veche revistă cu apariție neîntreruptă din România și una dintre cele mai vechi reviste silvice din lume.

## Directori
Directori ai Romsilvei:
- Popescu Bejat: februarie-octombrie 1991
- Gheorghe Gavrilescu: octombrie 1991 - decembrie 1996
- Gheorghe Cahniță: ianuarie 1997 - iulie 1998
- Dorin Ciucă: august 1998 - ianuarie 2001
- Filip Georgescu: ianuarie 2001 - iunie 2003
- Ion Dumitru: iunie 2003 - decembrie 2004
- Dumitru Bunea: decembrie 2004 - ianuarie 2005
- Simion Maftei: ianuarie 2005 - februarie 2007
- Dan Ioan Aldea : februarie 2007 - august 2008
- Dorel Nicolae Oros : august 2008 - ianuarie 2009
- Florian Munteanu: ianuarie-octombrie 2009
- Valerian Solovastru: octombrie 2009 - mai 2012
- Adam Crăciunescu: mai 2012 - martie 2016
- Călin Bibarț: martie-iunie 2016
- Dragoș Ciprian Pahonțu: iunie 2016 - octombrie 2018
- Gheorghe Mihăilescu: octombrie 2018 - februarie 2020
- Ion Codruț Bîlea: februarie 2020 - 2024
- Marius-Dan Siiulescu: 2024 - prezent

## Rezultate economice
În august 2009, Romsilva avea în administrare 214 cabane, dintre care 187 de cabane sunt introduse în sistemul on-line de cazare, iar 69 sunt introduse în circuitul turistric național și internațional.
Cantitatea de fructe de pădure realizată în 2005 d.C. a fost de circa 6.750 tone, mai mult de 90% fiind exportată în țări precum Germania, Austria, Italia și Franța.
Valoarea exportului de fructe de pădure, din anul 2005, a reprezentat circa 22% din exportul total realizat de Romsilva.
În anul 2008, regia a livrat la export 3.100 de tone de fructe de pădure, în valoare de 3,5 milioane de euro.
În total, în anul 2008, a încasat șapte milioane de euro din exportul de fructe și din acțiuni vânătorești.
În plus, Romsilva a mai realizat venituri din exportul a 23.500 de m3 de cherestea, din care 90% au fost livrate în Egipt, iar restul către China, precum și din livrarea în Italia a 2.650 de iepuri.
În anul 2005, Romsilva a depistat tăierea ilegală a 86.000 m3 de lemn, iar în anul 2006 volumul exploatat ilegal a scăzut la 64.300 m3 de lemn.
Romsilva a realizat un profit de 75 de milioane de lei, în anul 2006.
Număr de angajați:
- 2010: 19.470[9]
- 2009: 22.900[10]

Cifra de afaceri:
- 2009: 1,08 miliarde lei[11]
- 2008: 1,15 miliarde lei[11]

## Controverse
De asemenea, pe data de 7 iunie 2021, ziua in care s-a prăbușit Cascada Bigăr, activiștii de mediu au acuzat compania Romsilva de contribuție majoră la prăbușirea acesteia. Romsilva ar fi avut o pescărie lângă cascadă, care a blocat curgerea normală a apei, conducând, împreună cu inundațiile, la prăbușirea cascadei sub propria-i greutate.

## Vezi și
- Direcția Silvică din Suceava
- Moldsilva